# Charles B. Farwell

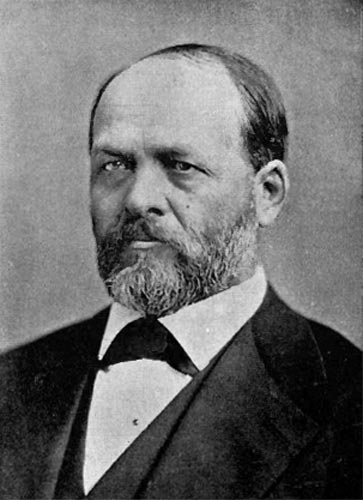
Charles B. Farwell

Charles Benjamin Farwell (* 1. Juli 1823 in Painted Post, Steuben County, New York; † 23. September 1903 in Lake Forest, Illinois) war ein US-amerikanischer Politiker (Republikanische Partei), der den Bundesstaat Illinois in beiden Kammern des Kongresses vertrat.
Charles Farwell besuchte eine Privatschule in Elmira, ehe er im Jahr 1838 nach Illinois zog. Dort versuchte er sich zunächst in der Landvermessung und der Landwirtschaft, ehe er ab 1844 in Chicago im Immobilien- und im Bankgewerbe beschäftigt war. Von 1853 bis 1861 fungierte er als leitender Beamter (County Clerk) im Cook County. Außerdem betätigte er sich als Großhändler für Kurzwaren.
In der Folge übernahm Farwell mehrere Ämter auf staatlicher und regionaler Ebene. So gehörte er 1867 der Staatsbehörde für Ausgleichszahlungen (Board of equalization) an, stand im Jahr darauf als Chairman dem Leitungsgremium des Cook County (Board of Supervisors) vor und amtierte 1869 als Revisor der Nationalbank von Illinois. Schließlich wurde er 1870 ins Repräsentantenhaus der Vereinigten Staaten gewählt, wo er ab dem 4. März 1871 den ersten Wahlbezirk von Illinois vertrat; später wechselte er in den dritten Distrikt. Unter anderem führte er den Vorsitz im Committee on Manufactures. Seine dritte Amtszeit begann am 4. März 1875, doch die vorherige Wahl wurde vom Demokraten John V. Le Moyne angefochten. Der demokratisch dominierte Kongress gab dem Einspruch statt, womit Farwell seinen Sitz am 6. Mai 1876 abtreten musste. Auf eine erneute Kandidatur im selben Jahr verzichtete er.
Danach ging Farwell zunächst wieder seinen geschäftlichen Aktivitäten nach, ehe er vom 4. März 1881 bis zum 3. März 1883 eine weitere Amtsperiode im Repräsentantenhaus verbrachte. Nach dem Tod von US-Senator John A. Logan am 26. Dezember 1886 gewann Farwell die Nachwahl um dessen Mandat und kehrte am 19. Januar 1887 in den Kongress zurück, wo er bis zum 3. März 1891 verblieb. Im Senat stand er unter anderem dem Committee on Expenditures of Public Money vor. Zur Wiederwahl trat er 1890 nicht mehr an.
Farwell trat auch als Philanthrop in Erscheinung. So wurden 1876 auf seine Initiative hin mehrere neue Gebäude für das Lake Forest College errichtet. Er und seine Frau Mary stifteten der Hochschule, die seit dem Ende des Sezessionskrieges mit finanziellen Problemen zu kämpfen hatte, auch zusätzliche Grundstücke. Ein Hintergrund ihrer Stiftung war auch, ihrer Tochter Anna ein heimatnahes Studium zu ermöglichen. Sie machte dort 1880 ihren Abschluss, heiratete später den Komponisten Reginald de Koven und wurde eine erfolgreiche Schriftstellerin.